# Samantha Buck
Samantha Susan Buck (Dallas (Texas), 20 december 1974) is een Amerikaans actrice, filmregisseuse, filmproducente en scenarioschrijfster.

## Biografie
Buck werd geboren in Dallas en groeide op in Washington. Zij studeerde aan New York University, waar zij haar carrière begon als vj voor de televisiezender MTV.
Buck speelde haar eerste rol in 1997 in de film In & Out, waarna zij nog meerdere rollen speelde in films en televisieseries.

## Filmografie

### Films
Uitgezonderd korte films.
- 2020 The Night House - als Becky
- 2018 Summertime - als Ruth
- 2018 Private Life - als psychologe
- 2012 What Maisie Knew – als moeder van Zoe
- 2012 Hellbenders – als Penelope
- 2012 Gayby – als Sophia
- 2006 Kettle of Fish – als moeder
- 2006 Fearless – als journaliste
- 2002 Heartbreak Hospital – als Sandy
- 2002 Searching for Paradise – als Andrea
- 2000 Calling Bobcat – als Judy
- 2000 Wirey Spindell – als Samantha
- 1999 The 24 Hour Woman – als Deanne
- 1998 Fiona – als supervisor
- 1997 The Sticky Fingers of Time – als Gorge
- 1997 In & Out – als studente

### Televisieseries
Uitgezonderd eenmalige gastrollen.
- 2008 Z Rock – als Kitty Braunstein – 4 afl.
- 2007 Six Degrees – als Susan Harriman – 5 afl.
- 2005 Stella – als Amy – 6 afl.
- 2003-2004 Law & Order: Criminal Intent – als rechercheur G. Lynn Bishop – 7 afl.
- 2001 Big Apple – als Brigid McNamara – 5 afl.
- 2000 Third Watch – als Vangie Sundstrom – 5 afl.

### Filmproducente
- 2016 Canary - korte film
- 2013 Depends - korte film
- 2013 Lawn Care - korte film
- 2013 P.O.V. - televisieserie - 1 afl.
- 2013 Best Kept Secret - documentaire

### Filmregisseuse
- 2019 Sister Aimee - film
- 2015 The Mink Catcher - korte film
- 2014 Glacial Erratics - korte film
- 2013 P.O.V. - televisieserie - 1 afl.
- 2013 Best Kept Secret - documentaire
- 2009 21 Below - documentaire

### Scenarioschrijfster
- 2019 Sister Aimee - film
- 2016 Canary - korte film
- 2013 Depends - korte film
- 2013 P.O.V. - televisieserie - 1 afl.
- 2013 Best Kept Secret - documentaire

- Library of Congress Control Number: no2014012561
- Nationale Bibliotheek van Israël: 987007328589605171
- Virtual International Authority File: 307457243
- WorldCat: E39PBJr7VqYVjT9RvGw46CdqQq